# Động vật thuần dạy

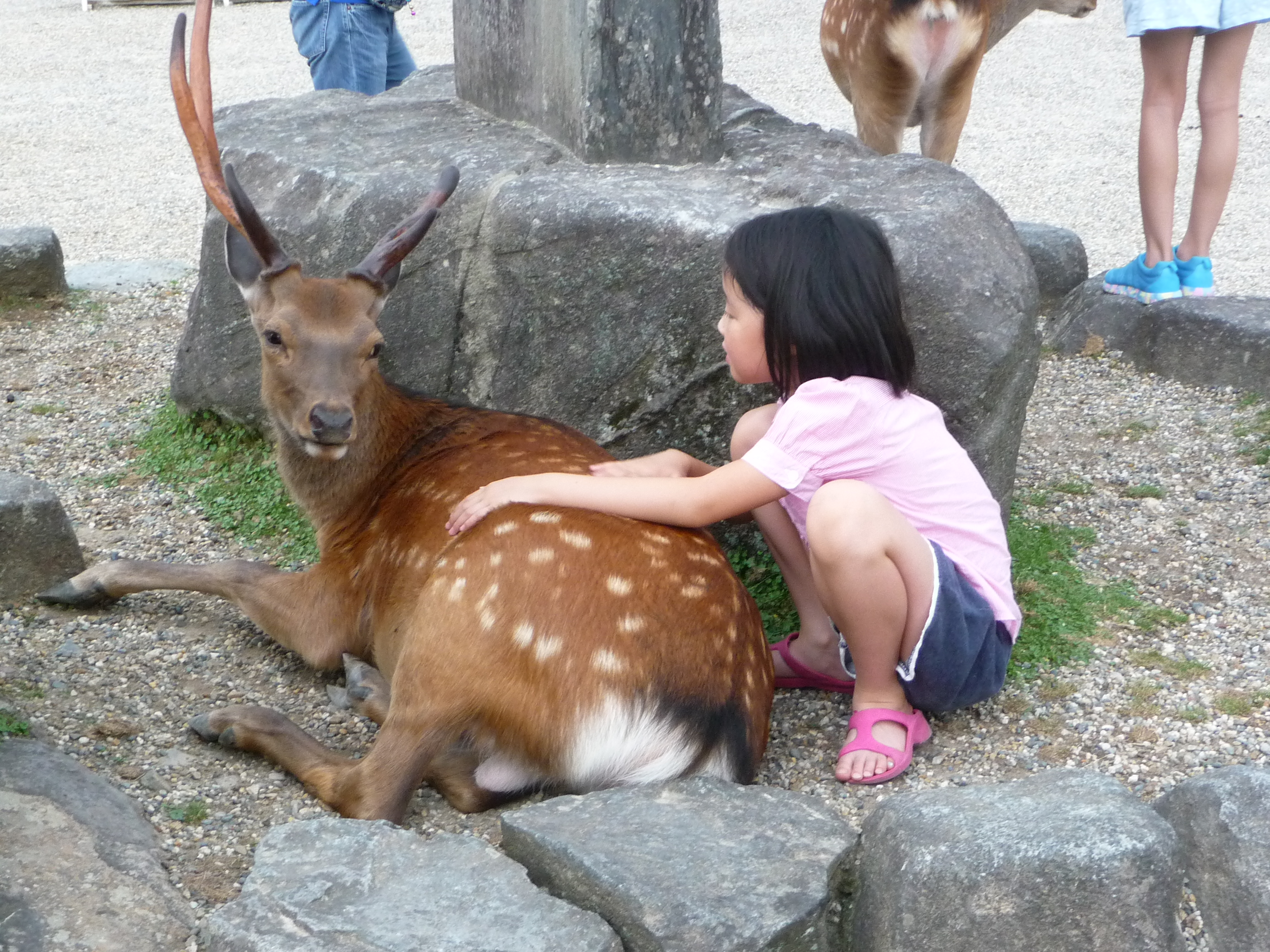
Những con hươu sao Nhật Bản ở Công viên Nara ở Nhật Bản, chúng là loài hoang dã nhưng đã được dạy thuần và thường tiếp xúc với con người

Động vật dạy thuần hay động vật thuần lành  (tiếng Anh: tame animal) là những cá thể động vật chấp nhận tương đối sự hiện diện của con người mà không sợ sệt và lẩn tránh, hoặc có thể tiếp xúc với con người mà không có biểu hiện tấn công, đe dọa hoặc gây hại. Sự thuần dạy này có thể phát sinh một cách tự nhiên (chẳng hạn như trong trường hợp của cái gọi là chứng thuần hóa trên đảo) hoặc do quá trình cố ý, có sự chỉ đạo của con người nhằm huấn luyện, dạy dỗ, thuần phục hoặc dụ dỗ một con vật quên đi bản năng hoang dã hoặc tự nhiên ban đầu của chúng là tránh né hoặc tấn công con người. Khả năng thuần dạy của một con vật là mức độ dễ dàng mà con người có thể huấn luyện con vật đó và khác nhau giữa các cá thể con vật, giống hoặc loài riêng lẻ.

## Phân biệt

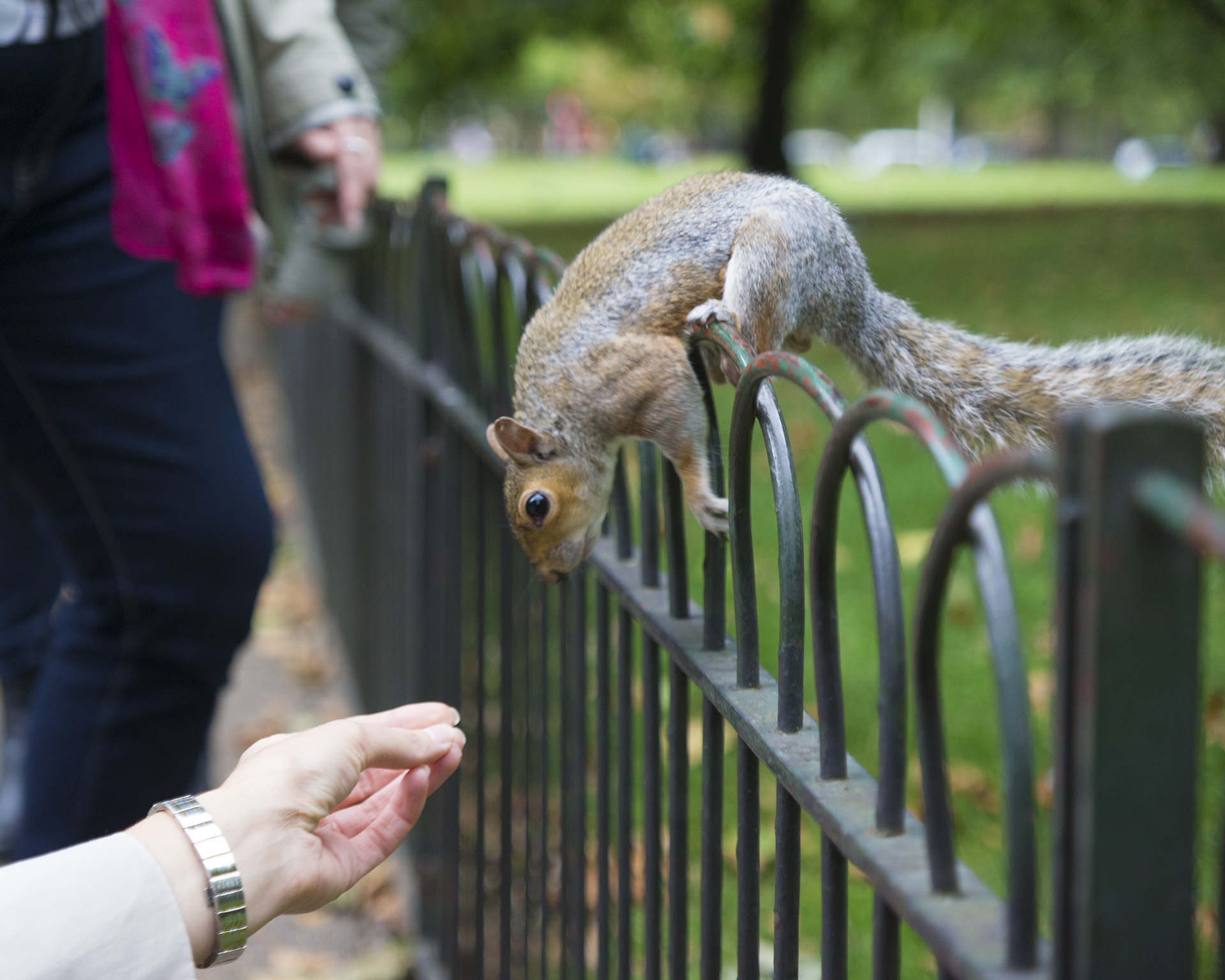
Một con sóc đang tiếp xúc với con người để kiếm ăn

Trong các ngôn ngữ khác nhau, từ thuần dạy hay dạy thuần (Tame) cũng giống như từ thuần hóa (Domestication). Tuy nhiên, trong ngôn ngữ tiếng Anh, hai từ này dùng để chỉ hai khái niệm trùng lặp một phần nhưng khác biệt, chúng có phạm vi giao nhau nhưng không giống nhau. Ví dụ như các loại súc vật hoang được tuy đã được xếp vào nhóm các loài vật được thuần hóa, nhưng lại có thể không được xem là những con vật được thuần dạy. Tương tự, thuần dạy cũng không giống như huấn luyện động vật, mặc dù trong một số ngữ cảnh, các thuật ngữ này có thể được sử dụng thay thế cho nhau.
Thuần dạy ngụ ý rằng con vật không chỉ chấp nhận sự gần gũi của con người mà còn ở mức tối thiểu sự đụng chạm của con người. Tuy nhiên, việc sử dụng phổ biến hơn giới hạn nhãn "thuần dạy" hay thuần phục đối với động vật không đe dọa hoặc gây thương tích cho con người, những người không gây hại hoặc đe dọa chúng (ví dụ những con thú được dạy khôn trong các rạp xiếc). Sự thuần dạy hay dạy thuần, theo nghĩa này, nên được phân biệt với "xã hội hóa" (socialization), làm cho động vật trở nên hiền lành và thân thiện hơn, và chấp nhận con người hơn, trong đó động vật đối xử với con người giống như những con cá biệt trong giống loài của nó, chẳng hạn bằng cách cố gắng thống trị con người.
Thuần dạy, dạy thuần và thuần hóa là những khái niệm có liên quan nhưng riêng biệt. Thuần dạy là sự thay đổi hành vi có điều kiện hoặc phản xạ có điều kiện của động vật hoang dã khi bản năng tránh mặt hoặc sự ẩn trốn một cách tự nhiên của nó đối với con người sẽ giảm đi và nó sẽ chấp nhận sự hiện diện của con người, nhưng ngược lại thì sự thuần hóa chính là sự biến đổi gen vĩnh viễn của một dòng giống lai tạo dẫn đến khuynh hướng di truyền đối với chúng cho phù hợp với mục đích của con người. Sự chọn lọc nhân tạo của con người bao gồm sự thuần hóa, nhưng việc thuần hóa sẽ không thể đạt được nếu không có phản ứng tiến hóa phù hợp.

## Các con vật

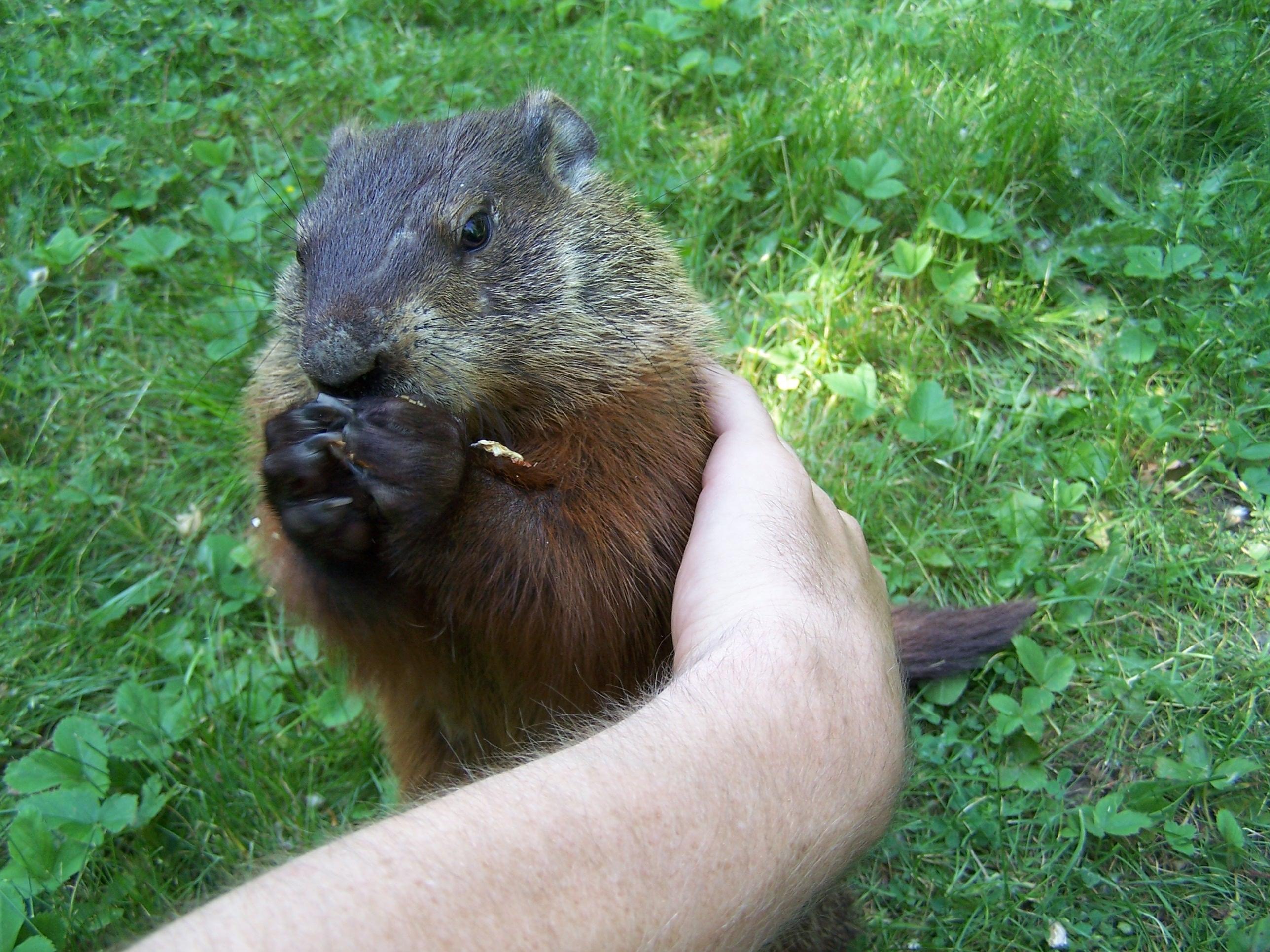
Một con sóc đất được cho ăn và không còn cảnh giác với con người

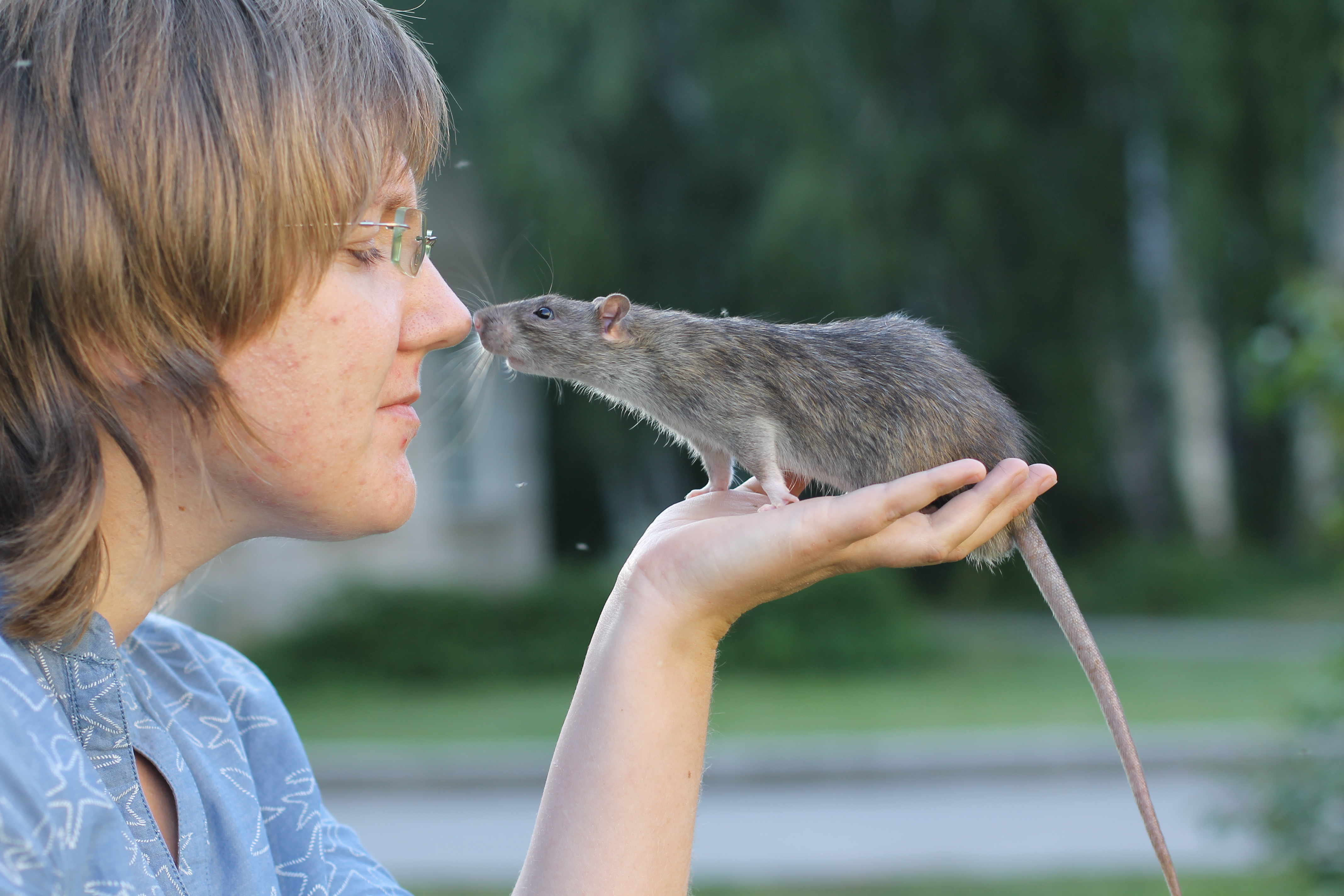
Một con chuột giao tiếp với con người

Động vật nuôi trong nhà không cần phải thuần hóa về mặt hành vi, chẳng hạn như bò tót Tây Ban Nha. Động vật hoang dã có thể được thuần dạy hoặc dạy thuần làm cho chúng trở nên thuần lành chẳng hạn như báo săn (báo gêpa) được nuôi nấng từ khi còn nhỏ nhưng người ta vẫn xếp báo săn vào nhóm động vật hoang dã được nuôi nhốt chứ không xếp chúng vào nhóm súc vật, vật nuôi. Việc sinh sản của một con vật nuôi trong nhà được kiểm soát bởi con người và sự thuần hóa, thuần dạy và khả năng chịu đựng của con người được xác định về mặt di truyền.
Chính vì vậy, một con vật được nuôi nhốt không nhất thiết phải được thuần hóa, chẳng hạn như hổ nuôi, khỉ đột và gấu Bắc Cực sinh sản dễ dàng trong điều kiện nuôi nhốt nhưng lại không được thuần hóa. Voi châu Á là loài động vật hoang dã khi thuần dạy biểu hiện ra bên ngoài các dấu hiệu thuần hóa và cũng được gọi là voi nhà do sự gắn bó của nó, tuy nhiên việc lai tạo của chúng không được con người kiểm soát và do đó chúng không được thuần hóa thực sự, nên nguoi ta gọi là voi nhà để phân biệt với voi rừng nhưng không xếp chúng vào nhóm gia súc.

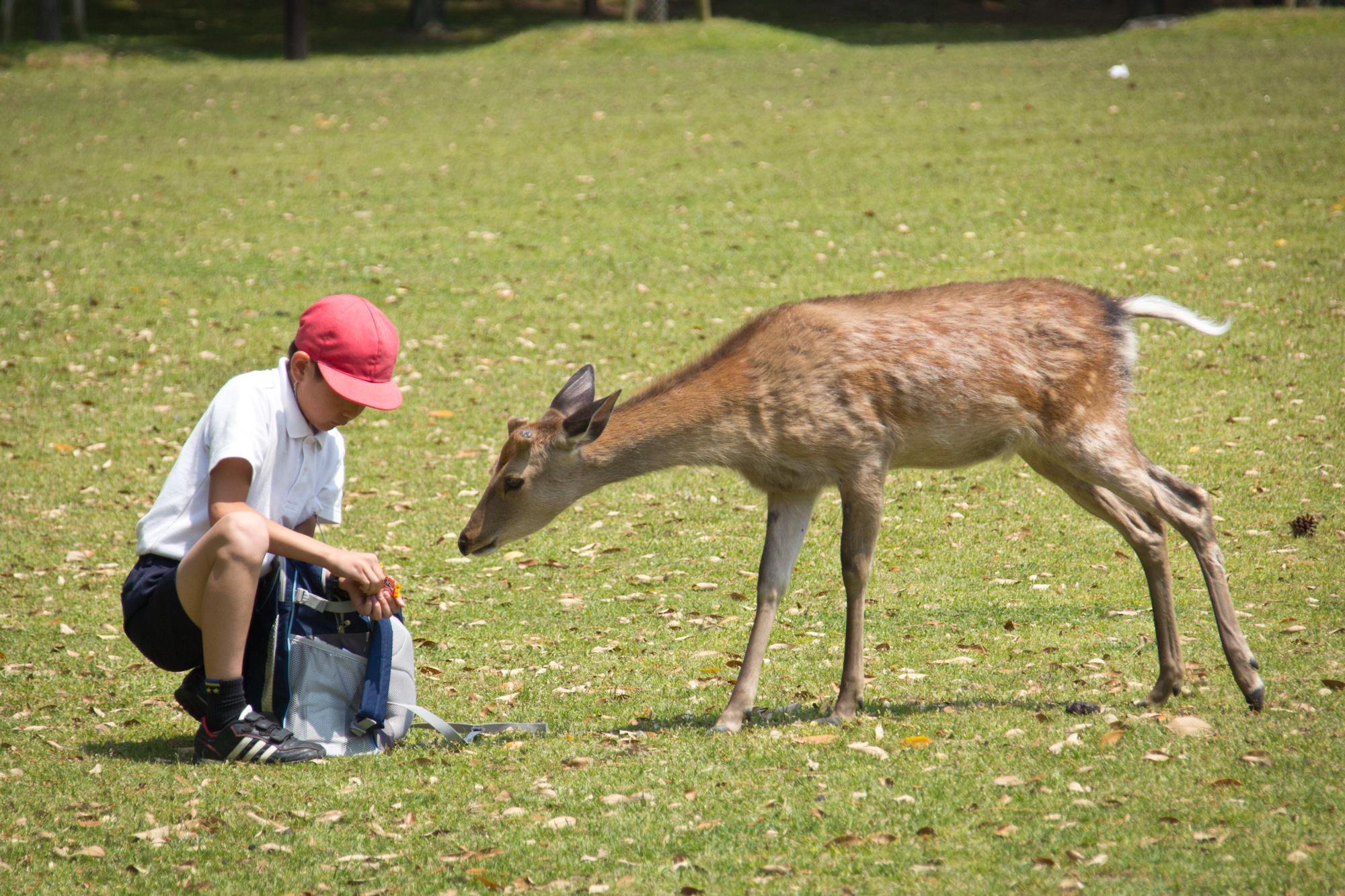
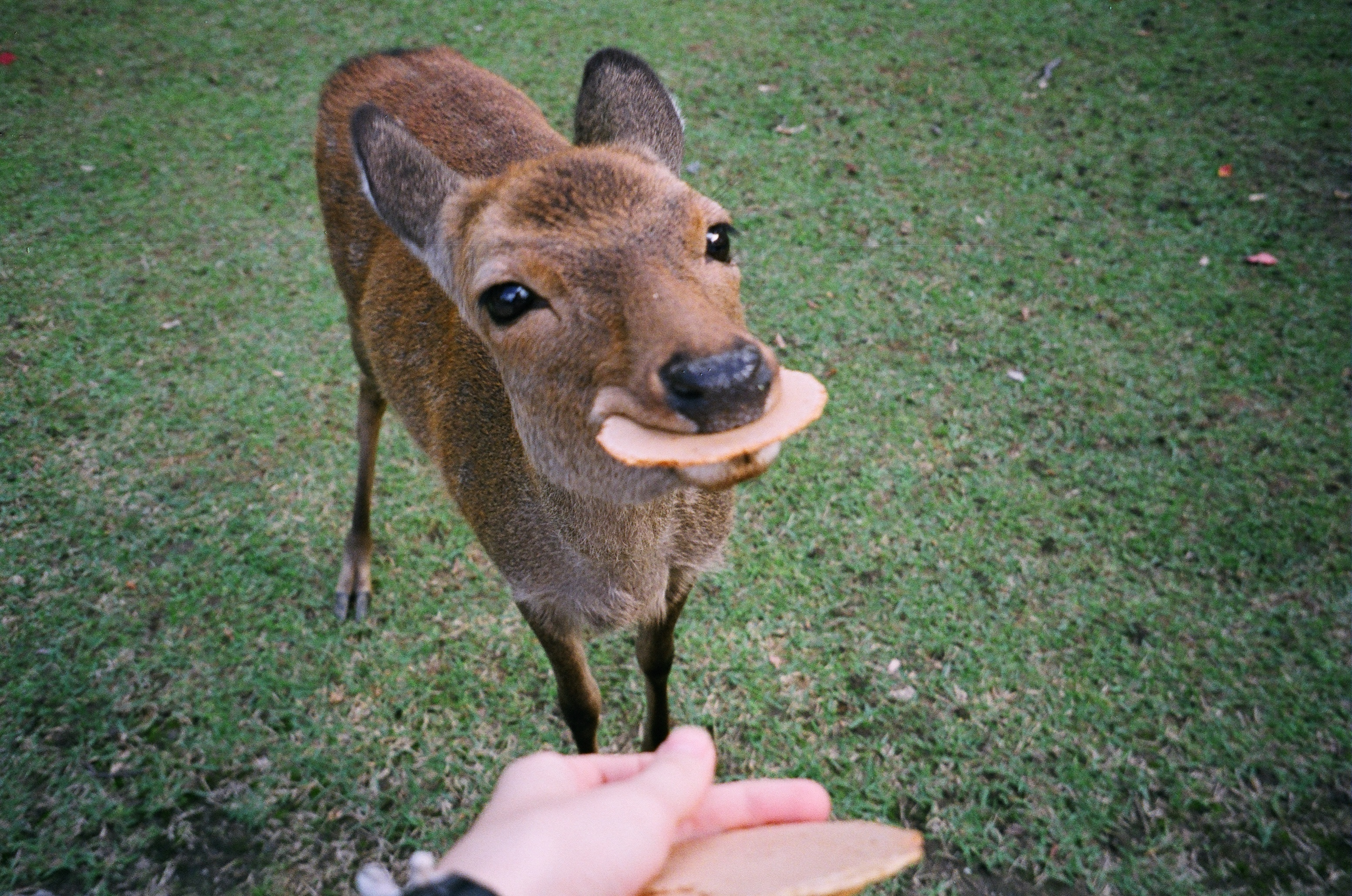
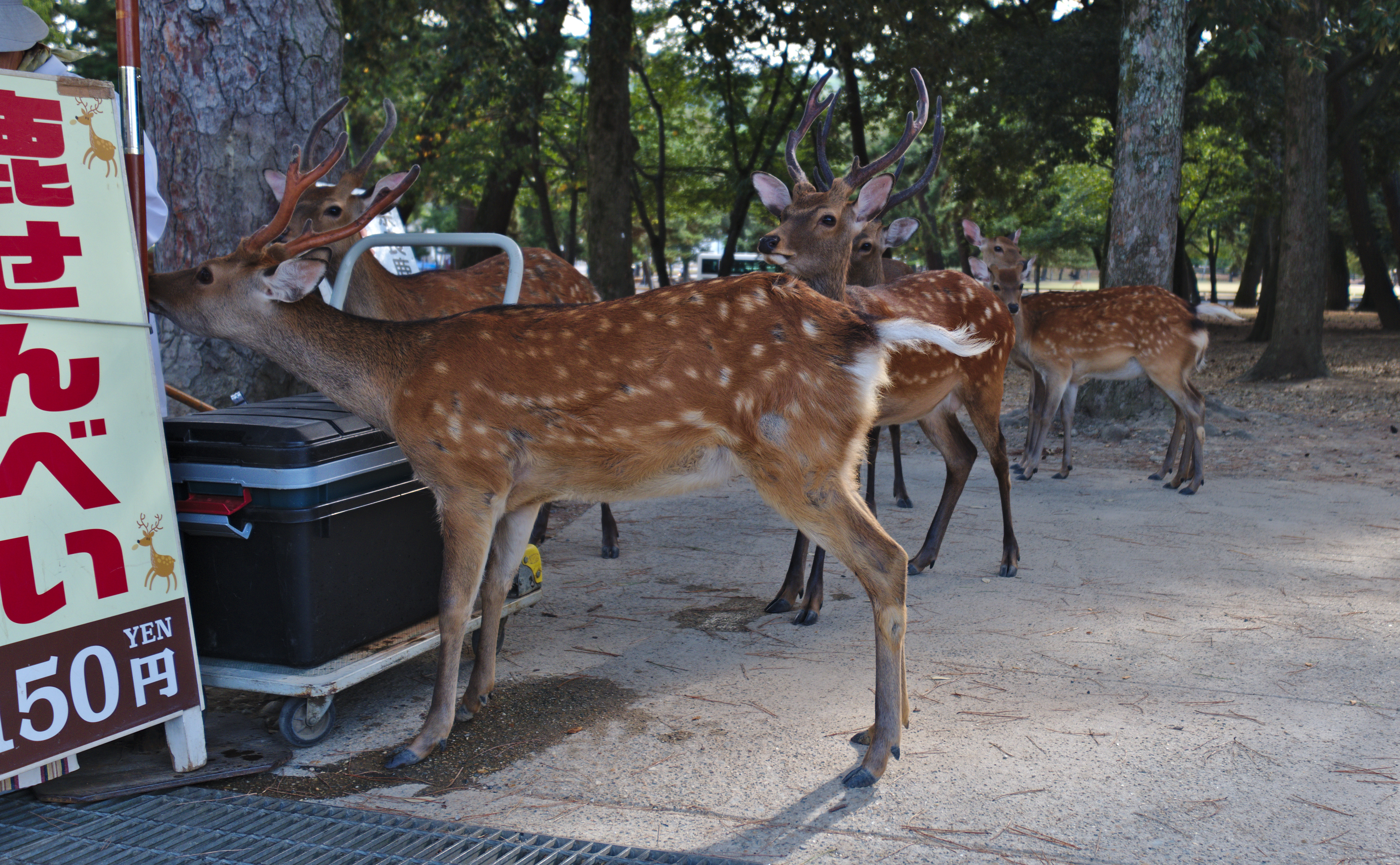
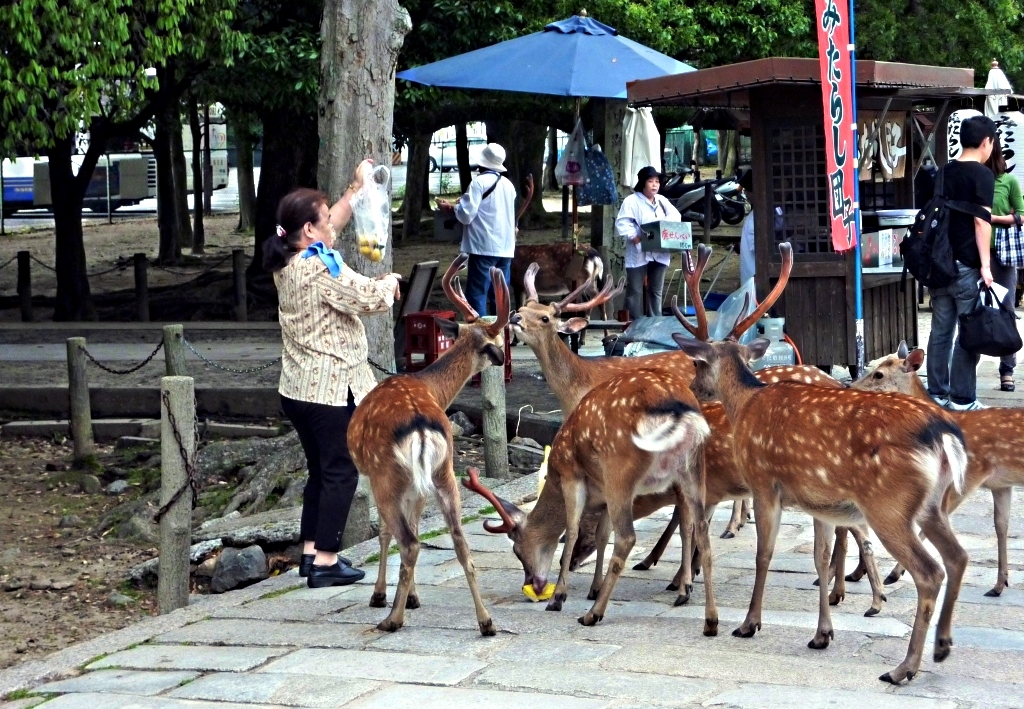
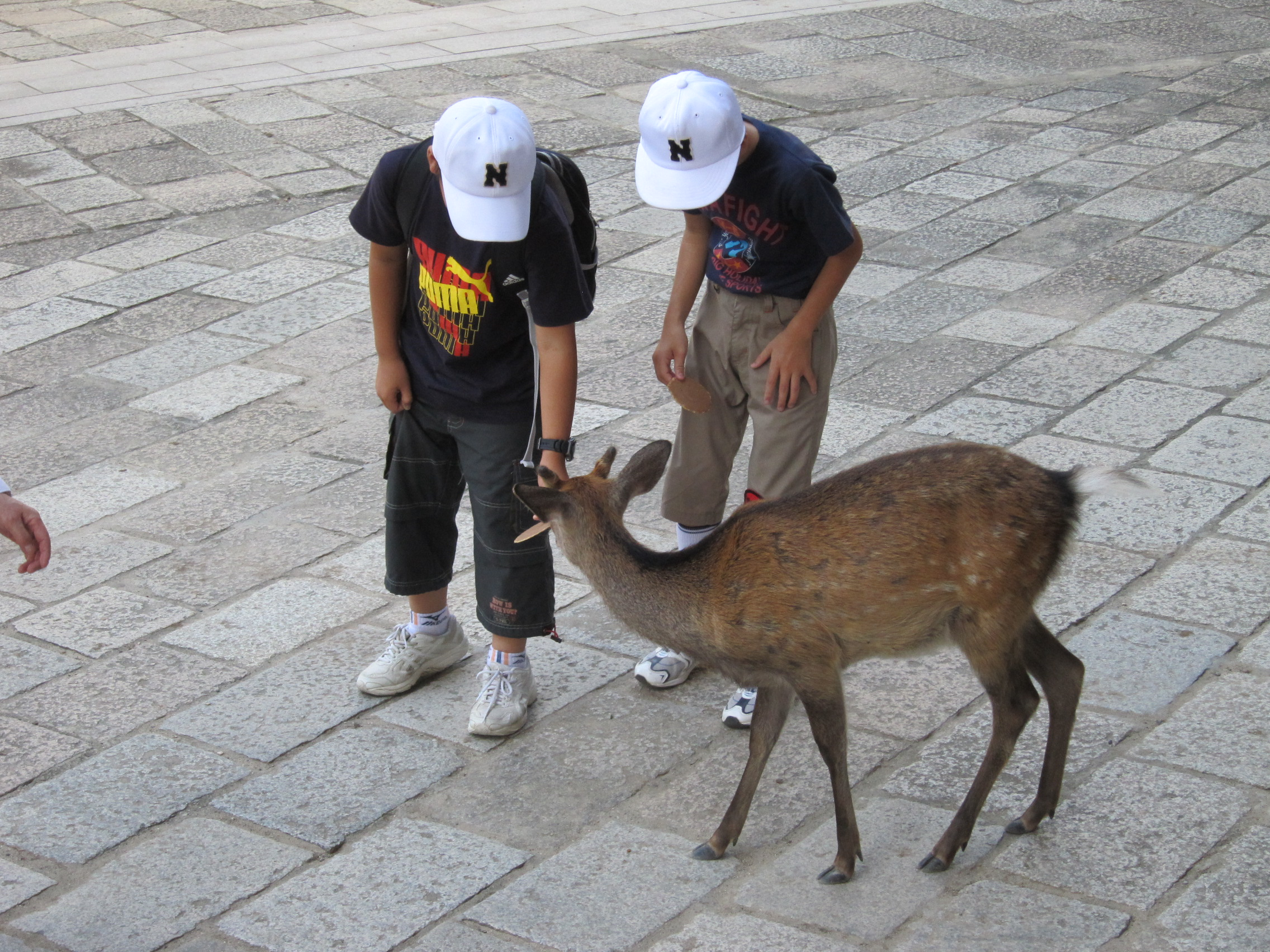
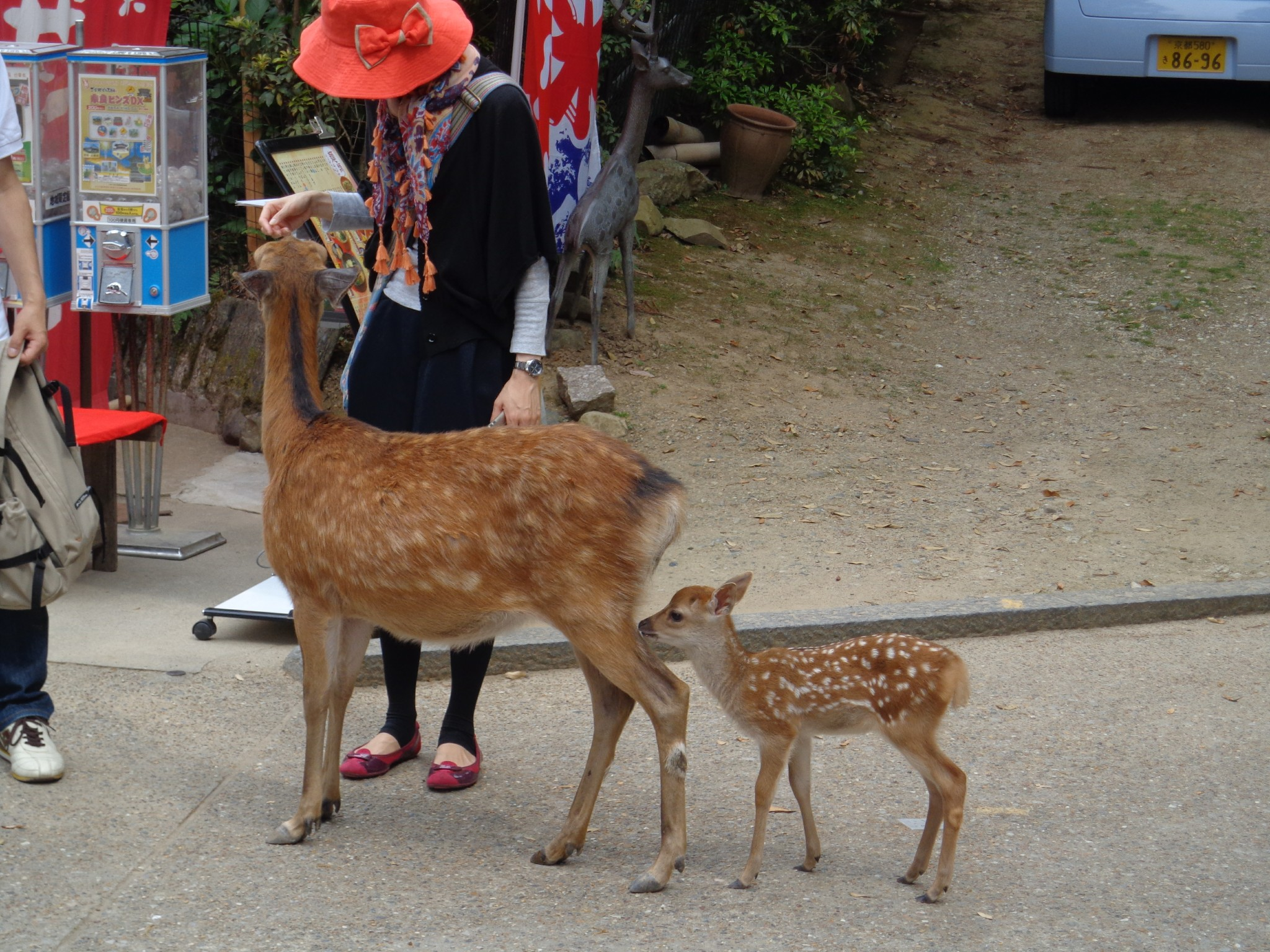
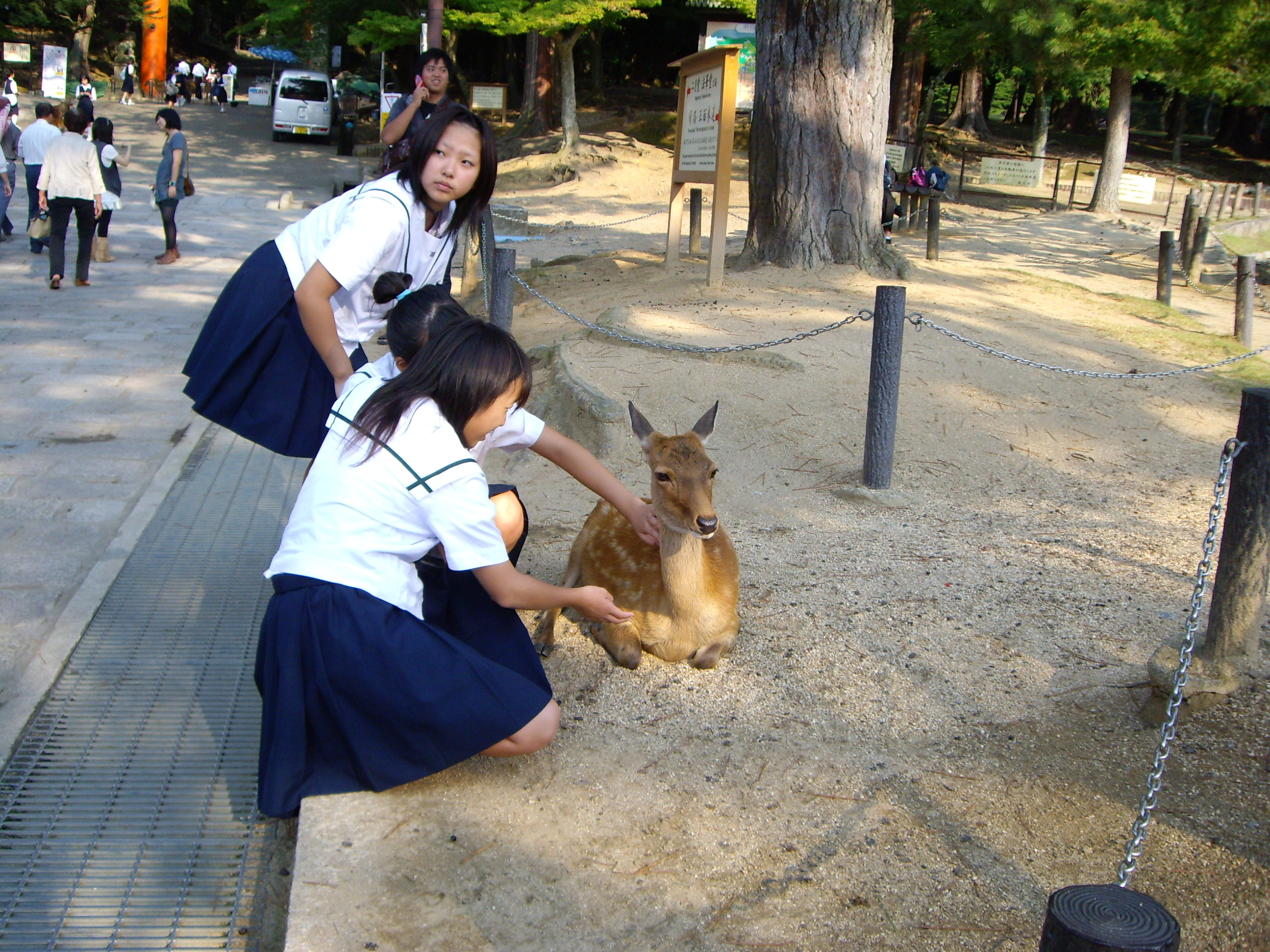
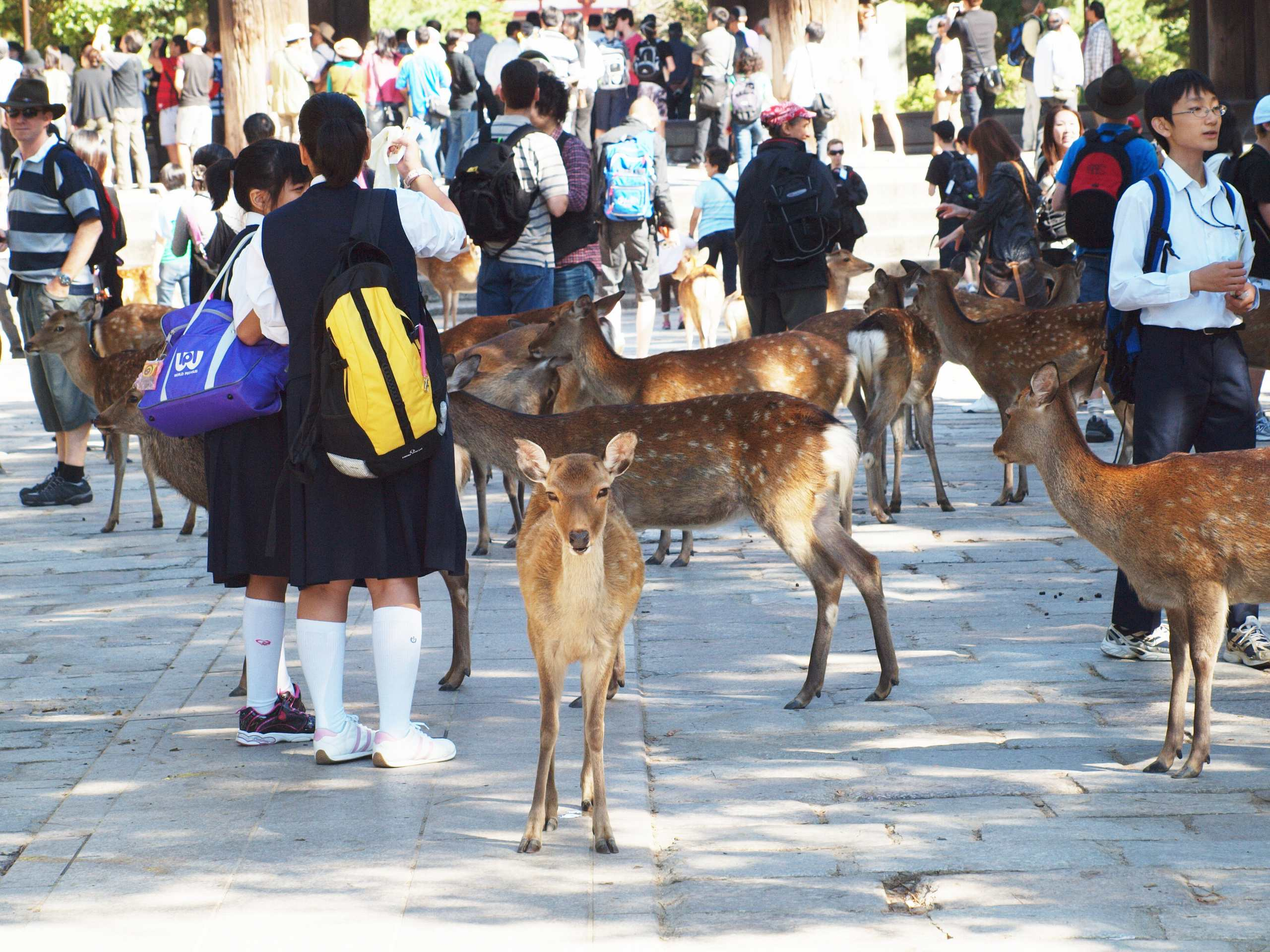
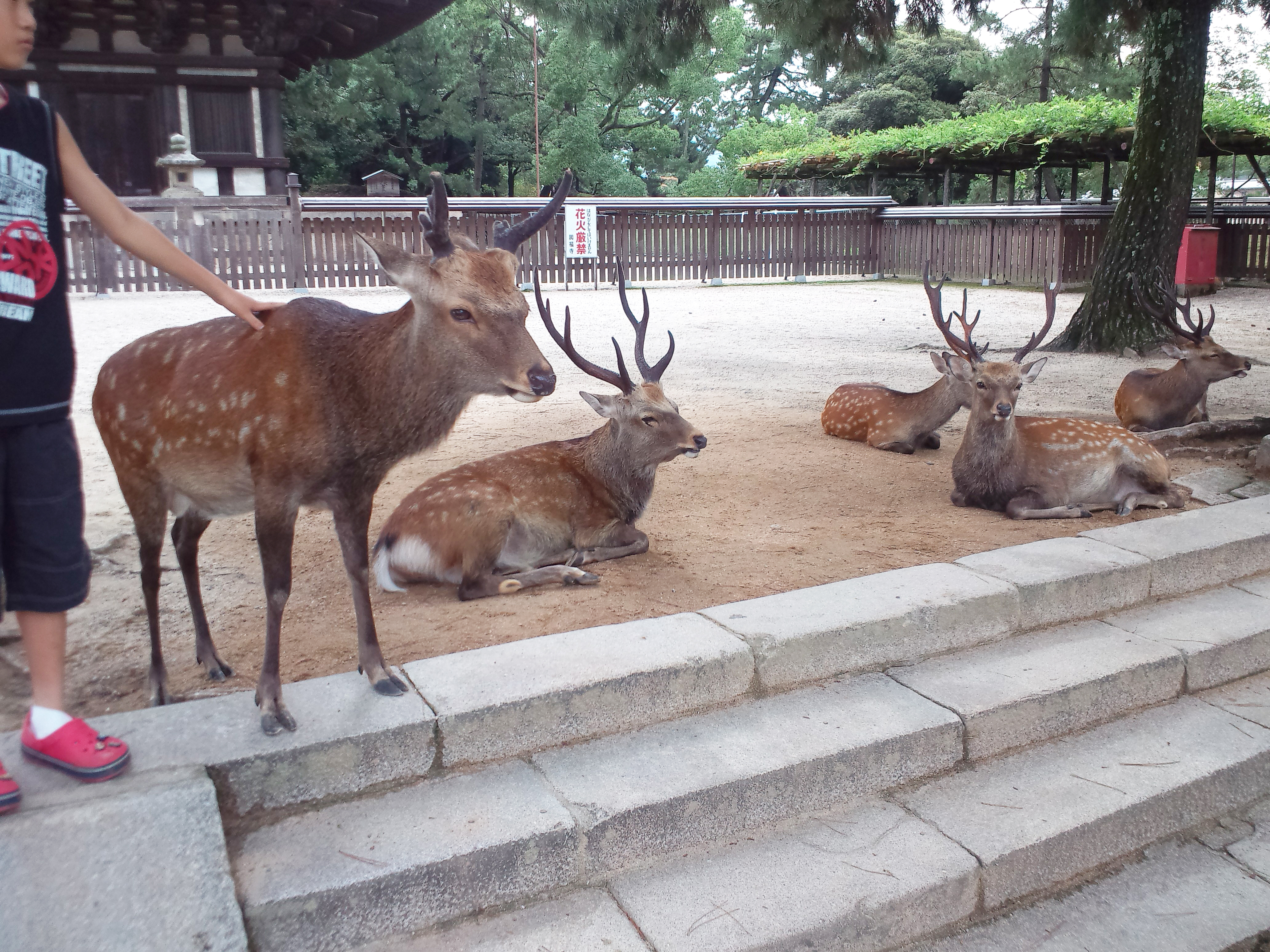
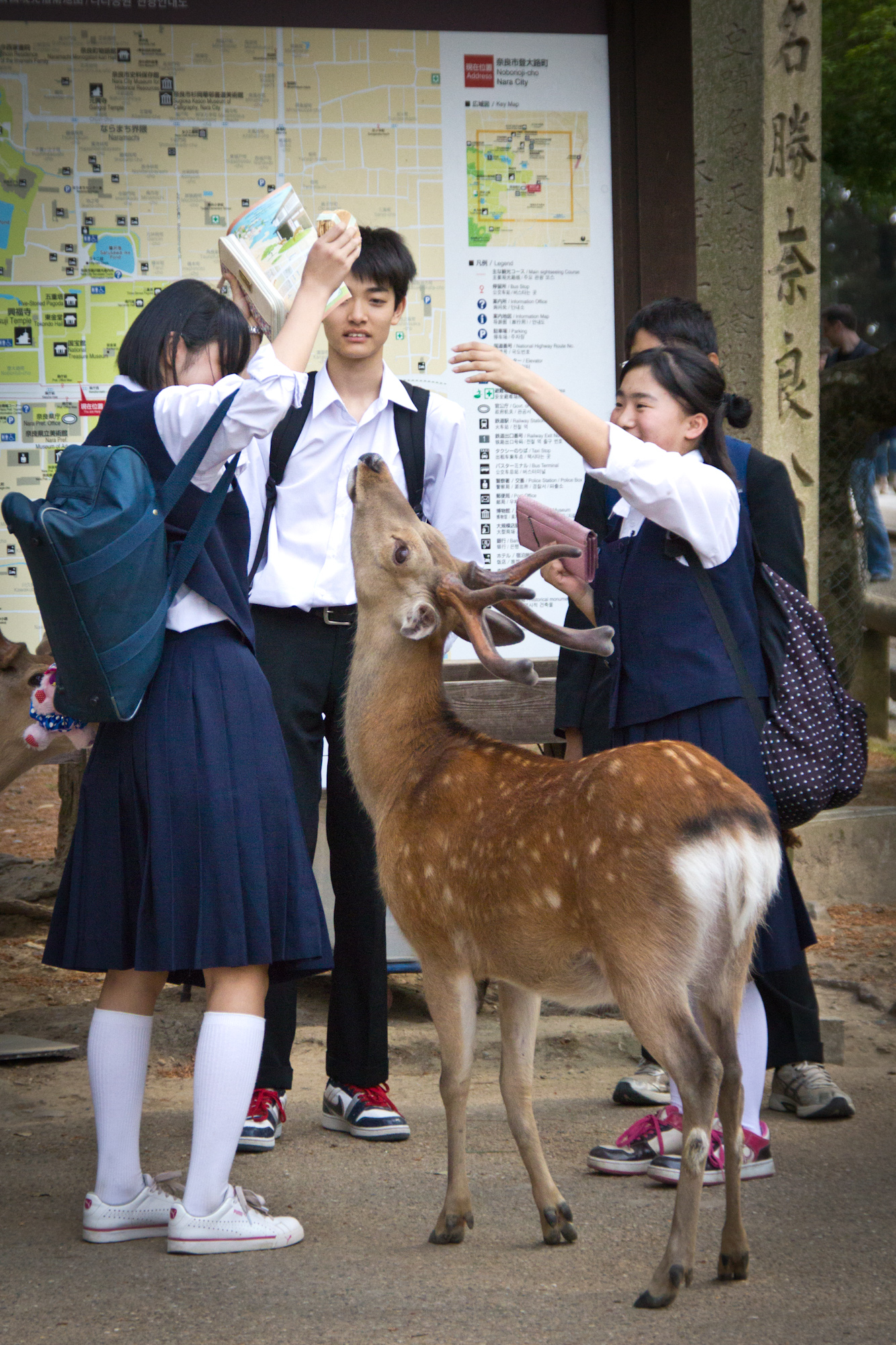

## Thuần hóa đảo

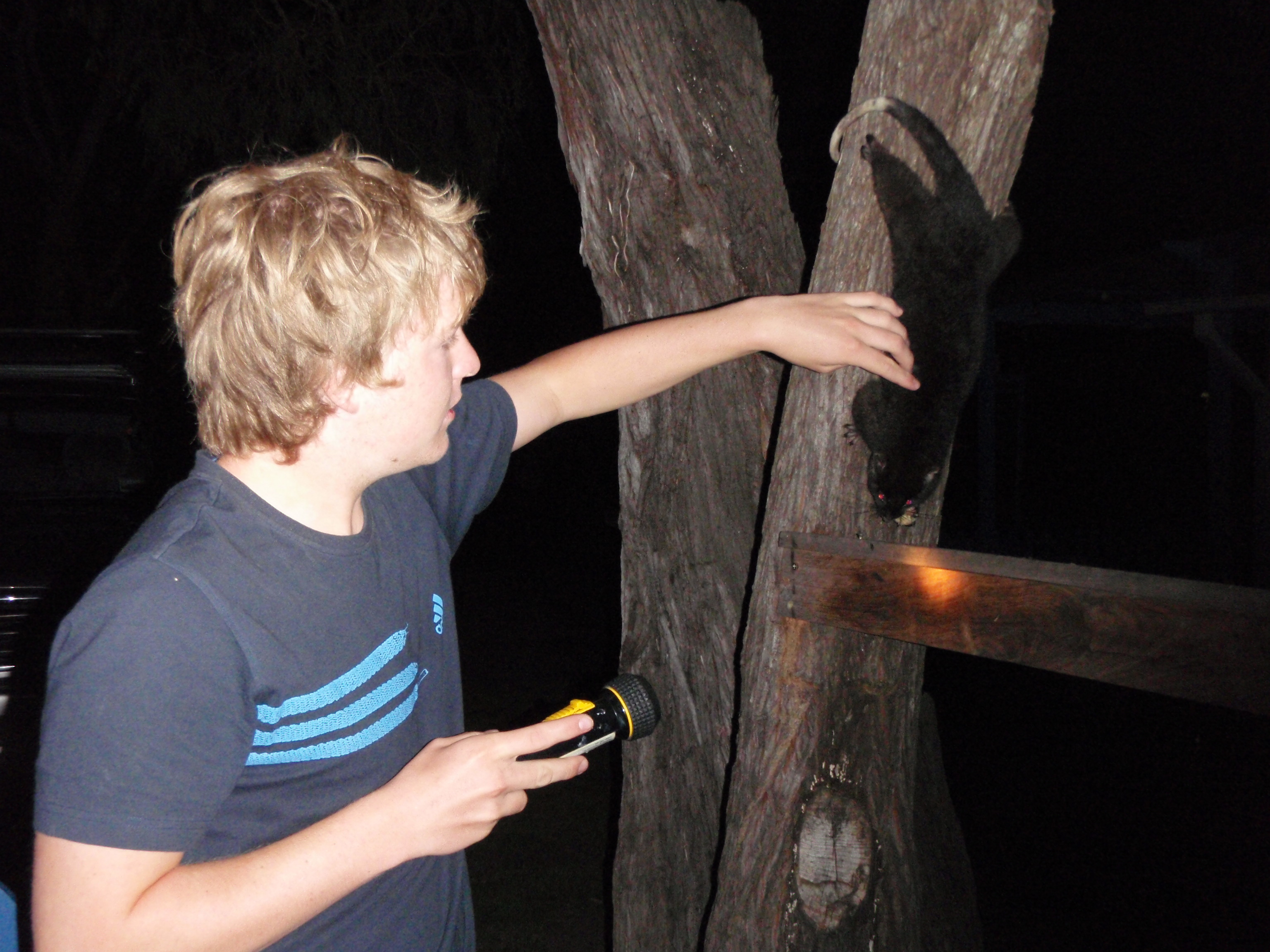
Một con chồn Possum

Chúng thuần hóa đảo là xu hướng của nhiều quần thể và loài động vật hoang dã sống trên các hòn đảo biệt lập trong một thời gian dài dẫn đến mất đi sự cảnh giác với những kẻ săn mồi tiềm tàng, đặc biệt là những loài động vật lớn, đó là hiện tượng những con mồi bản địa không có bản năng cảnh giác, sợ hãi trước những loài săn mồi mới được du nhập vào môi trường của chúng. Thuật ngữ này một phần đồng nghĩa với ngây thơ sinh thái (ecological naïvete), cũng có nghĩa rộng hơn đề cập đến việc mất các hành vi phòng vệ và tập tính cảnh giác và sự thích nghi cần thiết để đối phó với những kẻ săn mồi "mới" này.
Các loài này vẫn giữ được sự cảnh giác của những kẻ săn mồi tồn tại trong môi trường bản địa của chúng, ví dụ như ngỗng Hawaii vẫn giữ được tính cảnh giác với diều hâu, nhưng mất những hành vi như vậy liên quan đến động vật có vú hoặc những kẻ săn mồi khác không được tìm thấy trong phạm vi phân bố lịch sử của nó. Ví dụ nổi tiếng nhất là loài loài chim cưu (dodo), một phần lớn do sự tuyệt chủng của nó là do không sợ con người và nhiều loài chim cánh cụt mặc dù rất cảnh giác với những kẻ săn mồi trên biển, nhưng không có sự cảnh giác với những động vật ăn thịt trên đất liền và do đó chúng rất không sợ và tò mò đối với con người, chúng không hề sợ người.
Sự thuần dạy trên đảo có thể rất khó xảy ra trong các tình huống mà con người đã đưa các động vật ăn thịt dù cố ý hoặc vô tình, chẳng hạn như chó, mèo, lợn hoặc chuột, đến các hòn đảo nơi sinh sống của các loài động vật đầy tính ngây thơ này. Nó cũng đã khiến nhiều loài trên đảo, như chim cưu (dodo) đã tuyệt chủng từ lâu hay chim hải âu đuôi ngắn, dễ bị con người săn bắt. Trong nhiều trường hợp, các loài bản địa không thể học cách tránh những kẻ săn mồi mới, hoặc thay đổi hành vi của chúng để giảm thiểu rủi ro. Sự thuần lành này cuối cùng bị mất hoặc giảm ở một số loài, nhưng nhiều quần thể trên đảo quá nhỏ hoặc sinh sản quá chậm khiến các loài bị ảnh hưởng không thể thích nghi đủ nhanh. Khi kết hợp với các mối đe dọa khác, chẳng hạn như mất môi trường sống, điều này đã dẫn đến sự tuyệt chủng của nhiều loài và tiếp tục đe dọa những loài khác. 

## Trong tự nhiên
Một ví dụ đau thương về hội chứng này là loài bò biển được biết đến với cái tên Big Mac. Lợn biển là loài động vật có ý thức tồn tại rất thấp. So với 4 loài thuộc chi Lợn biển còn tồn tại trên Trái Đất, kích thước của loài bò biển Steller lớn hơn chúng rất nhiều. Theo các dấu vết còn sót lại, chiều dài cơ thể của một con bò biển Steller trưởng thành trung bình là 10 mét và trong lượng của chúng lên tới 10 tấn. Trọng lượng này tương đương với 20 con lợn biển thông thường, và có thể coi đây là loài động vật biển có vú lớn thứ hai sau cá voi. Nhưng thật không may, kể từ khi được phát hiện, chúng chỉ có thể tồn tại trong vòng 27 năm rồi bị tuyệt chủng dưới bàn tay của con người. Khi một đoàn thám hiểm bị mắc kẹt và khó khăn về nguồn thực phẩm, việc tìm kiếm thức ăn để sống sót qua mùa đông mới chính nhu cầu cơ bản nhất của toàn bộ đoàn thám hiểm.
Trên hòn đảo nhỏ này, những thành viên của đoàn thám hiểm đã phát hiện ra nhiều sinh vật sống có thể được dùng là thức ăn như rái cá biển, sư tử biển phương Bắc và hải cẩu lông nhưng các nguồn thực phẩm này không ổn định. Khi số lượng rái cá biển dần trở nên khan hiếm, những thành viên còn lại của đoàn thám hiểm bắt đầu để mắt đến sư tử biển phương Bắc. Tuy nhiên, loài sư tử biển này không chỉ to lớn mà còn rất hung dữ và nhanh nhẹn, bởi vậy rất ít người dám lại gần và săn bắt chúng. Trong khi đó, loài hải cẩu lông lại sống trên một bờ biển khác của đảo Bering, và để có thể bắt được nó, phải mất rất nhiều công sức và thời gian di chuyển. Trong suốt mùa đông, nguồn thức ăn của đoàn thám hiểm đã trở nên rất thất thường cho đến khi con bò biển Steller đầu tiên xuất hiện. Con bò biển này được mô tả như là một "người khổng lồ hiền lành". Chúng có cơ thể rất lớn, với lớp mỡ dày từ 7 đến 10 cm, chúng ngoan ngoãn và hiền lành hơn nhiều so với bò trên cạn.
Mặc dù cách duy nhất chúng có thể chống lại sự tấn công của kẻ thù là lớp mỡ dày nhưng những con bò biển này lại không hề sợ hãi con người. Ngay cả khi con người đến gần, chúng vẫn tỏ ra thờ ơ và cư xử rất bình tĩnh. Chính vì những đặc điểm này loài bò biển Steller đã trở thành con mồi béo bở đối với đoàn thám hiểm. Khi nguồn thức ăn ngày càng ít đi, các thành viên của đoàn thám hiểm bắt đầu nghĩ đến việc săn bắt và giết thị loài bò biển này. Các thành viên của đoàn thám hiểm đã tạo ra những cây lao và buộc nó vào một sợi dây dài để bắt bò biển. Đầu sợi dây dài được hàng chục người trên bờ túm chặt, sau đó sáu người di chuyển bằng thuyền tới gần những con bò biển và phóng lao đâm vào chúng. Ngay khi con bò biển bị mắc câu, những người trên bờ sẽ cùng nhau kéo chúng vào bờ. Đồng thời, sáu người trên thuyền sẽ tiếp tục dùng hung khí tấn công con bò biển khiến nó mất máu và dần gục xuống.
Bằng cách này, dựa vào một lượng lớn thịt bò biển tích trữ, đoàn thám hiểm đã sống sót qua mùa đông lạnh giá. Và nói một cách chính xác thì những con bò biển Steller đã cứu sống họ. Với trọng lượng cơ thể của một con trưởng thành có thể lên tới 10 tấn. Lượng thịt từ một con bò biển Steller có thể nuôi sống tất cả thành viên đoàn trong vòng hơn một tháng. Ngoài ra, mỡ của chúng còn được sử dụng làm thành bơ hoặc dầu đèn. Da của chúng cũng được làm thành nhiều vật dụng thiết yếu hàng ngày và thậm chí còn được dùng làm lớp bảo vệ cho tàu. Sau đó, câu chuyện về cuộc thám hiểm trên đảo Bering bắt đầu lan truyền dẫn đến vô số thợ săn và người buôn lông thú đã tràn vào vùng biển này đã khiến cho các loài động vật tại hòn đảo này lần lượt bị giết hàng loạt, họ làm theo cách mà những thành viên trong đoàn thám hiểm vẫn làm và thi nhau sát hại loài bò biển khổng lồ Steller.
Bò biển Steller dường như là một loài động vật hết sức tình cảm, những con bò biển khổng lồ này có tính xã hội cao và tuân thủ nghiêm ngặt chế độ một vợ một chồng, khi một con bò biển bị nĩa thép đâm vào, những con bò biển khác ở xung quanh sẽ tập hợp lại thành từng nhóm để cố gắng giải cứu con bị đâm. Chúng sẽ cố gắng bởi và đẩy lật thuyền, hoặc nhấn dây để kéo cây lao xuống và không chịu rời đi. Steller cũng từng quan sát được một con bò biển đực vào bờ và nhìn chằm chằm vào con bò biển cái đã chết trong suốt hai ngày. Tuy nhiên chính tập tính này lại bị những kẻ đi săn lợi dụng và nhử chúng để có thể giết được nhiều bò biển hơn. Vì kích thước khổng lồ, một số thợ săn cảm thấy bất tiện khi mang chúng vào bờ, bởi vậy sau khi đi săn, họ đã bỏ mặc xác của chúng giữa biển và đợi thủy triều đưa xác của những con vật xấu số này vào bờ nên có rất nhiều xác bò biển bị lãng phí một cách vô ích và trở thành nguồn dinh dưỡng cho đáy biển. Chỉ trong vòng 27 năm kể từ khi được phát hiện, sinh vật này đã bị tuyên bố tuyệt chủng. 